# Яньцзян
Яньцзя́н (кит. упр. 雁江, пиньинь Yànjiāng) — район городского подчинения городского округа Цзыян провинции Сычуань (КНР).

## История
При империи Хань в 135 году до н. э. был образован уезд Цзычжун (资中县). При империи Северная Чжоу в 560 году он был переименован в уезд Цзыян (资阳县).
В 1949 году был образован Специальный район Цзычжун (资中专区), и уезд Цзыян вошёл в его состав. В 1950 году Специальный район Цзычжун был преобразован в Специальный район Нэйцзян (内江专区). В 1970 году Специальный район Нэйцзян был переименован в Округ Нэйцзян (内江地区). В 1985 году постановлением Госсовета КНР Округ Нэйцзян был преобразован в Городской округ Нэйцзян (内江市). В 1993 году уезд Цзыян был преобразован в городской уезд.
В 1998 году постановлением Госсовета КНР из Городского округа Нэйцзян был выделен Округ Цзыян (资阳地区), в который вошли уезды Аньюэ и Лэчжи, а также городские уезды Цзыян и Цзяньян. В 2000 году постановлением Госсовета КНР Округ Цзыян был преобразован в Городской округ Цзыян; при этом городской уезд Цзыян был расформирован, а его территория стала районом Яньцзян городского округа Цзыян.

## Административное деление
Район Яньцзян делится на 4 уличных комитета, 19 посёлков и 3 волости.